# World Cyber Games
World Cyber Games (dále jen WCG) je mezinárodní turnaj v několika počítačových hrách, kde se hraje o velké finanční částky (v řádech staticíců dolarů) a o věcné ceny (hardware) od sponzorů (Samsung, Microsoft). Tento herní festival probíhal v letech 2001-2013. Poté zažil krátkou odmlku a v roce 2019 zažil své obnovení.

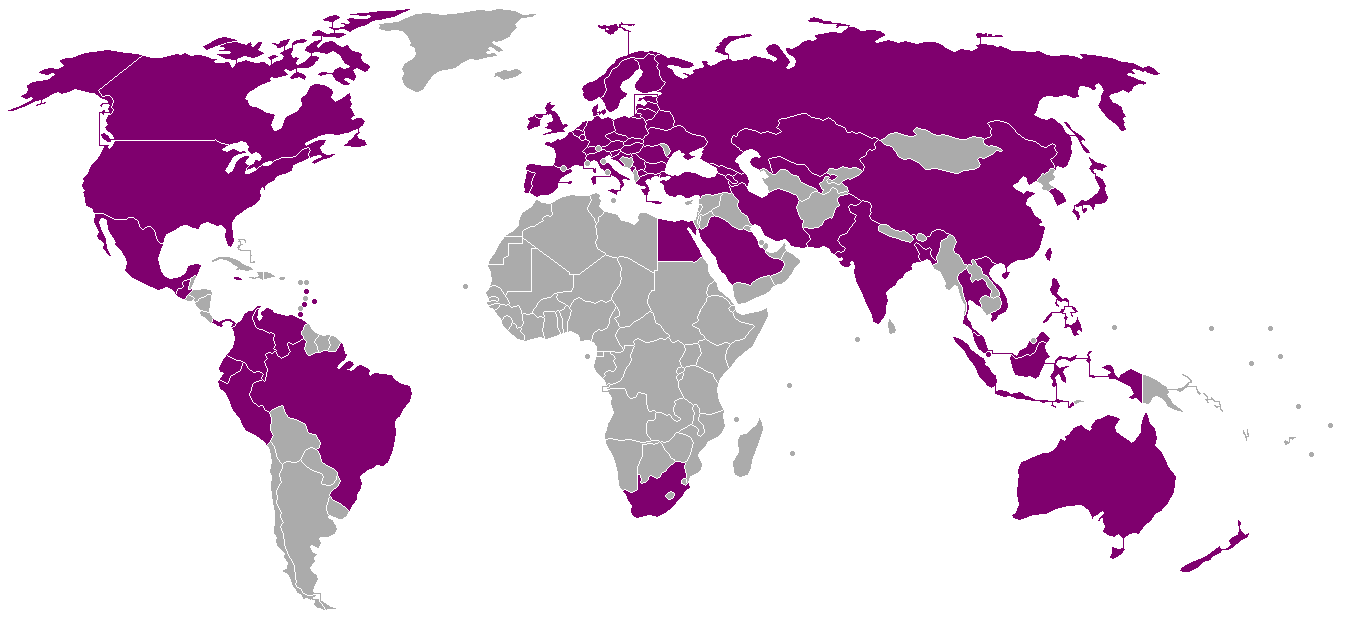
místa kde se konaly turnaje WCG

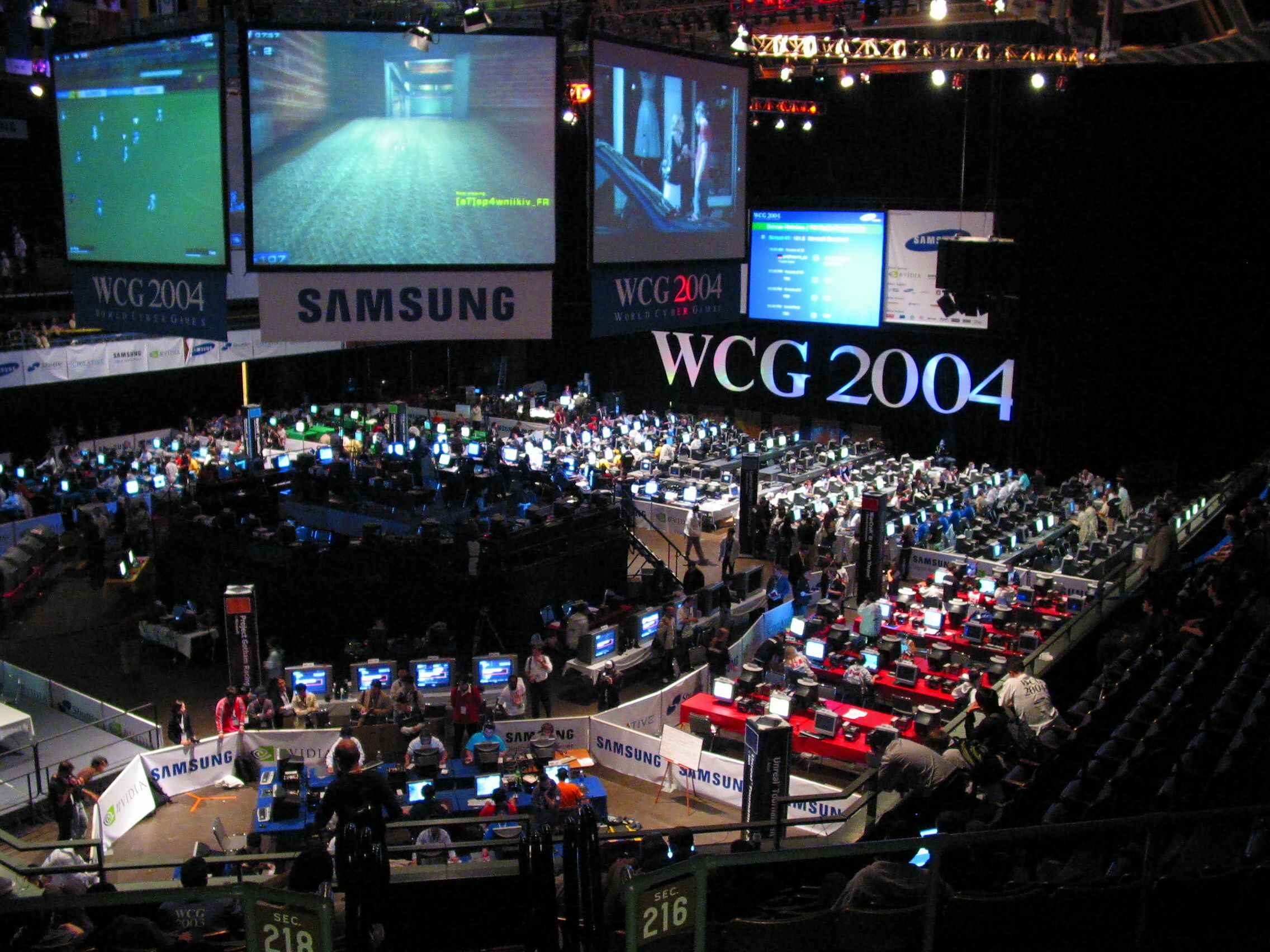
WCG 2004

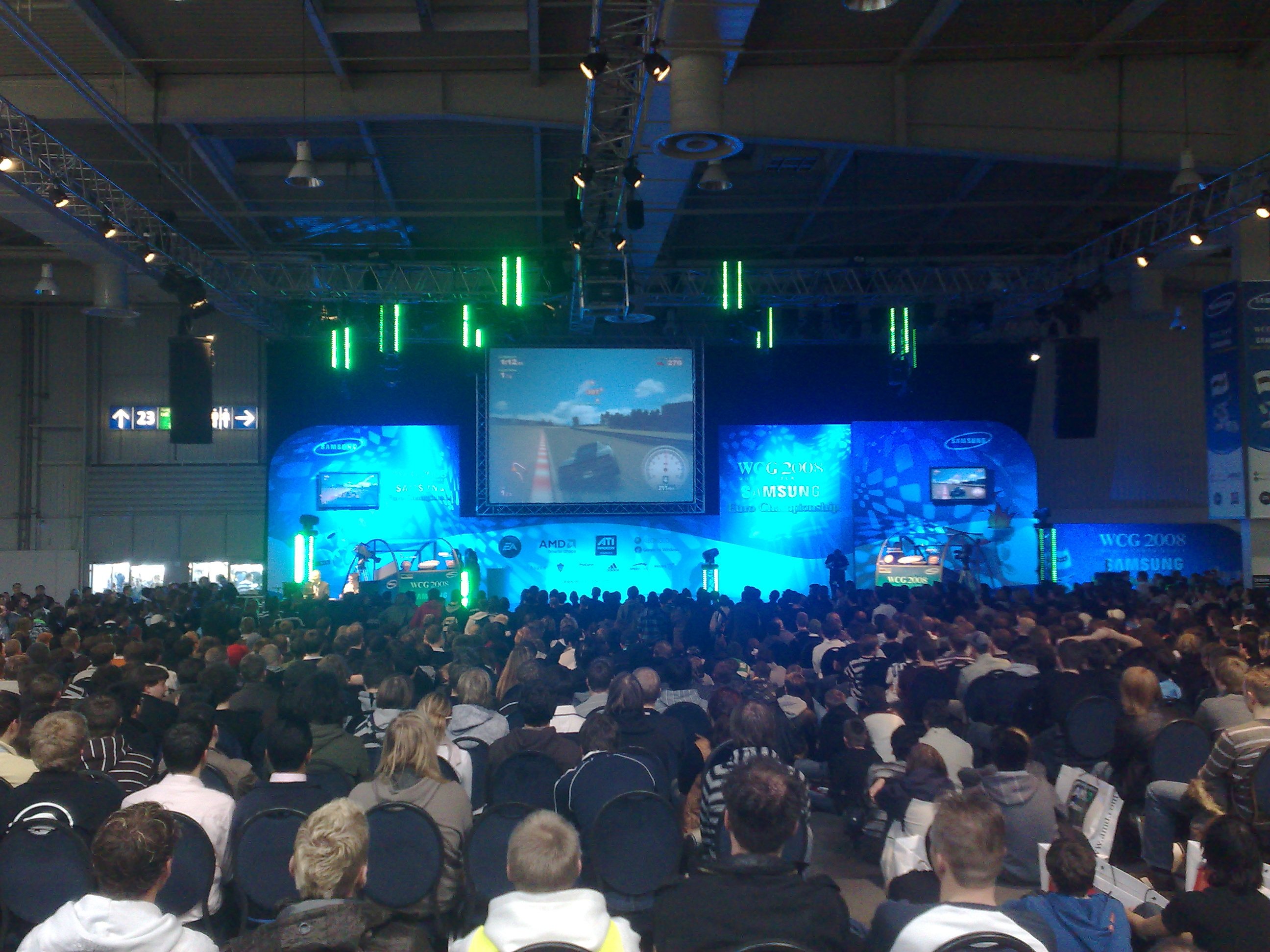
WCG 2008

## Průběh turnaje
WCG má několik částí.

### Národní Online kvalifikace
V každé zemi , která se zúčastní WCG probíhají online kvalifikace. To znamená , že se koná turnaj pořádaný přes internet z něhož se vybere 8 nejlepších z každé hry , kteří postupují na offline kvalifikaci.

### Národní Offline kvalifikace
Zde se setkávají na určeném místě nejlepší hráči země. Tým nebo hráč , který tohle finále vyhraje má možnost jet na velké finále a reprezentovat svou zem .

### Mezinárodní Offline Finále
Většinou pořádané v nějakém velkém městě jako je např. Los Angeles. Zde se setkají jen ti nejlepší z celého světa a bojují o titul.

## Podporované hry
Jako oficiální herní tituly jsou vybrány Counter-Strike 1.6, Warcraft III: The Frozen Throne, TrackMania Nations Forever, FIFA 10, StarCraft: Brood War a Carom 3D pro PC, Guitar Hero 5, Tekken 6 a Forza Motorsport 3 pro konzoli Xbox 360. Mobilní hráči si zahrají opět Asphalt 5 a v rámci promo akce zde bude i doprovodný turnaj v Lost Saga.

## Nejúspěšnější země
- Korea - má na svém kontě 5 titulů
- USA
- Německo
- Čína

## Přehled akcí
| Rok  | Datum                    | Cena     | Místo konání                                            | Účastníků       | Země | Hry |
| ---- | ------------------------ | -------- | ------------------------------------------------------- | --------------- | ---- | --- |
| 2000 | 7. - 15. října           | $200,000 | Yongin, Jižní Korea                                     | 174             | 17   | Age of Empires II: The Age of Kings, FIFA 2000, Quake III Arena,StarCraft: Brood War, Unreal Tournament |
| 2001 | 5. - 9. prosince         | $300,000 | COEX Convention & Exhibition Center, Seoul, South Korea | 430             | 37   | Age of Empires II, Counter-Strike, FIFA 2001, Quake III Arena, StarCraft: Brood War, Unreal Tournament |
| 2002 | 28. října – 3. listopadu | $300,000 | Daejeon, South Korea                                    | 462             | 45   | 2002 FIFA World Cup, Age of Empires II: The Age of Kings, Counter-Strike, Quake III Arena,StarCraft: Brood War, Unreal Tournament |
| 2003 | 12. – 18. října          | $350,000 | Olympic Park, Seoul, Seoul, South Korea                 | 562             | 55   | Age of Mythology, Counter-Strike, FIFA 2003, Halo: Combat Evolved, StarCraft: Brood War, Unreal Tournament 2003, Warcraft III |
| 2004 | 6.–10. října             | $400,000 | San Francisco, Kalifornie, Spojené státy americké       | 642             | 63   | Counter-Strike: Condition Zero, FIFA 2004Halo: Combat Evolved, Need for Speed: Underground ,Project Gotham Racing 2,StarCraft: Brood War, Unreal Tournament 2004 Warcraft III: The Frozen Throne                                                                                         |
| 2005 | 16. – 20. listopadu      | $435,000 | Suntec City, Singapore                                  | 679             | 67   | Counter-Strike: Source, Dead or Alive Ultimate, FIFA 2005, Halo 2, Need for Speed: Underground 2, StarCraft: Brood War,Warcraft III: The Frozen Throne, Warhammer 40,000: Dawn of War |
| 2006 | 18. – 22. října          | $462,000 | Monza, Itálie                                           | 700             | 70   | Counter-Strike 1.6, Dead or Alive 4, FIFA 06, Need for Speed: Most Wanted, Project Gotham Racing 3, Quake 4,StarCraft: Brood War, Warcraft III: The Frozen Throne, Warhammer 40,000: Dawn of War                                                                                         |
| 2007 | 3. - 7. října            | $448,000 | Seattle, Washington, Spojené státy americké             | 700             | 75   | Age of Empires III: The Warchiefs, Carom3D, Command & Conquer 3: Tiberium Wars,Counter-Strike 1.6, Dead or Alive 4, FIFA 07,Gears of War, Need for Speed: Carbon, Project Gotham Racing 3, StarCraft: Brood War,Tony Hawk's Project 8, Warcraft III: The Frozen                          |
| 2008 | 5. – 9. listopadu        | $470,000 | Kolín nad Rýnem, Německo                                | 800             | 78   | Age of Empires III: The Asian Dynasties, Asphalt 4, Carom3D,Command & Conquer 3: Kane's Wrath, Counter-Strike 1.6, FIFA 08,Guitar Hero 3, Halo 3, Need for Speed: ProStreet, Project Gotham Racing 4, Red Stone, StarCraft: Brood War, Warcraft III: The Frozen Throne, Virtua Fighter 5 |
| 2009 | 11. - 15. listopadu      | $500,000 | Čcheng-tu, Čína                                         | 600             | 65   | Asphalt 4, Carom3D, Counter-Strike 1.6, Dungeon & Fighter, FIFA 2009, Guitar Hero: World Tour, Red Stone,StarCraft: Brood War, TrackMania Nations Forever, Virtua Fighter 5, Warcraft III: The Frozen Throne,Wise Star 2                                                                 |
| 2010 | Září 30 - Říjen 3        | $250,000 | Los Angeles, Kalifornie, Spojené státy americké         | 450             | 58   | Carom 3D, Counter-Strike 1.6, FIFA 2010, Guitar Hero 5, Forza Motorsport 3, League of Legends, Lost Saga,StarCraft: Brood War, Tekken 6, TrackMania Nations Forever, Warcraft III: The Frozen Throne, Asphalt 5                                                                          |
| 2011 | 8. - 11. prosince        | $300,000 | Busan, Jižní Korea                                      |                 |      | StarCraft II: Wings of Liberty, Counter-Strike 1.6, FIFA 2011, Tekken 6, Special Force, League of Legends, World of Warcraft: Cataclysm, Tekken 6, Warcraft III: The Frozen Throne, Asphalt 6: Adrenaline, CrossFire                                                                     |
| Rok  | Datum                    | Cena     | Místo konání                                            | Počet účastníků | Země | Hry |